# 乌克兰总统独立旅
黑特曼博赫丹·赫梅利尼茨基总统独立旅（烏克蘭語：Окрема президентська бригада імені гетьмана Богдана Хмельницького，羅馬化：Okrema prezydentska bryhada imeni hetmana Bohdana Khmelnytskoho，簡寫：ОПБр，部隊編號：A0222）是乌克兰武装部队中的一支特殊军事单位，直属于乌克兰总统，承担保卫任务。
该部队的荣誉名称承袭自乌克兰独立战争期间的乌克兰第1“博赫丹·赫梅利尼茨基”哥萨克团。